# Brittany Bristow
Brittany Bristow (Toronto, 8 febbraio 1990) è un'attrice canadese.
È figlia di Leif Bristow e Agnes Bristow. Ha iniziato la sua carriera di attrice all'età di sei anni e ha recitato anche in molti spot pubblicitari e programmi TV. Ha frequentato la National Ballet School, e si è diplomata all'American Academy of Dramatic Arts.

## Filmografia

### Cinema
- Sophie & Sheba (Sophie), regia di Leif Bristow (2010)
- Paolo di Tarso - Il viaggio verso Damasco (Saul: The Journey to Damascus), regia di Mario Philip Azzopardi (2014)
- A Dangerous Arrangement, regia di Mario Philip Azzopardi (2015)
- Cherry, regia di Julia Rowland (2016)
- The Apostle Peter: Redemption, regia di Leif Bristow (2016)
- The Marijuana Conspiracy, regia di Craig Pryce (2020)
- Shadowtown, regia di Karolina Lewicka (2020)
- Dancing Through the Shadow, regia di Leif Bristow (2021)

### Televisione
- Una coppia perfetta (Profoundly Normal), regia di Graeme Clifford - film TV (2003)
- Blizzard - La Renna di Babbo Natale (Blizzard), regia di LeVar Burton - film TV (2003)
- Baxter, serie TV - 13 episodi (2010)
- Made... The Movie, regia di Samir Rehem - film TV (2010)
- I misteri di Murdoch, serie TV - episodio 4x11 (2011)
- Coming In, serie TV - episodi 1x06-1x07-1x11 (2016)
- Private Eyes, serie TV - episodio 1x10 (2016)
- Kiss and Cry, regia di Sean Cisterna - film TV (2017)
- Fragranza d'amore (Love Blossoms), regia di Jonathan Wright - film TV (2017)
- Il Natale della porta accanto (Christmas Next Door), regia di Jonathan Wright - film TV (2017)
- Principessa per caso (Royal Matchmaker), regia di Mike Rohl - film TV (2018)
- Killer High, regia di Jem Garrard - film TV (2018)
- Natale a palazzo (Christmas at the Palace), regia di Peter Hewitt - film TV (2018)
- L'amore non dorme mai (No Sleep 'Til Christmas), regia di Phil Traill - film TV (2018)
- Amore, romanticismo e cioccolato (Love, Romance & Chocolate), regia di Jonathan Wright - film TV (2019)
- Amore in safari (Love on Safari), regia di Leif Bristow - film TV (2019)
- Una bugia per amore (Holiday Date), regia di Jeff Beesley - film TV (2019)
- Rising Suns, miniserie TV - 6 episodi (2020)
- Innamorarsi a Whitbrooke (Love in Whitbrooke), regia di John Bradshaw - film TV (2021)
- La regina del Natale (Loving Christmas), regia di Michelle Ouellet - film TV (2021)
- Le pagine del nostro amore (The Story of Love), regia di Bill Corcoran - film TV (2022)
- A Tail of Love, regia di Leif Bristow - film TV (2022)
- C'era una volta a Shaw Bay (A Royal Seaside Romance), regia di Graeme Campbell - film TV (2022)
- Hudson & Rex, serie TV - episodio 4x13 (2022)
- Un safari per due (A Safari Romance), regia di Leif Bristow - film TV (2023)

## Doppiatrici italiane
Nelle versioni in italiano delle opere in cui ha recitato, Brittany Bristow è stata doppiata da:
- Alessandra Cerruti in Innamorarsi a Whitbrooke, Le pagine del nostro amore
- Eleonora Reti in Amore, romanticismo e cioccolato
- Valentina Favazza in Amore in safari
- Silvia Avallone in Fragranza d'amore
- Alessandra Bellini ne Il Natale della porta accanto
- Gemma Donati in Natale a palazzo
- Cristina Caparrelli ne La regina del Natale